# Доставка спогадів: до Антарктиди і назад
«Доставка спогадів: до Антарктиди і назад» (англ. Shipping memories: to Antarctica and back) — фільм про інсталяцію «Дім. Спогади» на станції «Академік Вернадський» від майстерні balbek bureau. 
Стрічка «Доставка спогадів: до Антарктиди і назад» простежує шлях архітекторів до реалізації проєкту – від презентації концептів полярникам до дороги додому через протоку Дрейка.
З 21 серпня 2024 року документальний фільм доступний на MEGOGO. Стрічка доступна для перегляду в Україні та за кордоном, за винятком Росії та Білорусі. 

## Історія створення інсталяції
Робота над інсталяцією «Дім. Спогади» розпочалася в листопаді 2021 року. Проєкт для Національного антарктичного наукового центру був ініційований «Сільпо» та реалізований за підтримки мережі. За дизайн відповідали balbek bureau, а за виробництво – дослідно-конструкторське бюро «Майстерня Чудес» під керівництвом  Дмитра Зінов’єва.
Інсталяція, створена на основі старого паливного бака, повторює контур традиційного українського будиночка. За задумом архітекторів вона мала слугувати теплим образом дому для полярників і знайомити з українською культурою гостей станції.
Матеріали для монтажу прибули на острів Галіндез на початку 2022 року, однак через повномасштабне вторгнення Росії проєкт поставили на паузу. Втім, у лютому 2023-го Слава Балбек і Дмитро Зіновьєв вирушили до станції «Академік Вернадський» та власноруч встановили інсталяцію.

## Творча команда
За виробництво стрічки на замовлення balbek bureau відповідала команда Привіт/production. Голосом «Доставка спогадів: до Антарктиди і назад» став Юрій Марченко, а героями – співавтори інсталяції, учасники 27-ї української антарктичної експедиції та прессекретарка НАНЦ Олена Марушевська.

## Про balbek bureau
balbek bureau – майстерня архітектури та дизайну інтер'єру, заснована Славою Балбеком і Борисом Дороговим. Проєкти бюро відзначені міжнародними нагородами, як-от Hospitality Design Awards та Interior Design Best of Year.
Майстерня проєктує комерційні, корпоративні, культурні та житлові простори в Європі, Північній Америці та Азії. Серед знакових робіт balbek bureau – фуд-хол Kyiv Food Market, офіс для ІТ-компанії Grammarly в Києві, культурний комплекс 906 World у Сан-Франциско та онлайн-конструктор RE:Ukraine Villages.
1. ↑  Доставка спогадів: до Антарктиди і назад (ua) , процитовано 22 серпня 2024
2. ↑  На українській станції “Вернадський” в Антарктиді зведуть унікальний артоб’єкт. Українська правда (укр.). Процитовано 22 серпня 2024.
3. ↑  Студія balbek bureau побудувала інсталяцію на антарктичній станції "Академік Вернадський". vogue.ua (укр.). 14 березня 2023. Процитовано 22 серпня 2024.
4. ↑  Фото. Balbek Bureau створили артінсталяцію для української антарктичної станції «Академік Вернадський». The Village Україна (укр.). 13 березня 2023. Процитовано 22 серпня 2024.
5. ↑  На станції «Академік Вернадський» в Антарктиді створили українську інсталяцію. Marie Claire - женский журнал - все о моде, звездах и красоте (укр.). 16 березня 2023. Процитовано 22 серпня 2024.
6. ↑  admin (12 березня 2023). До 160-річчя з дня народження Вернадського в Антарктиді представили артінсталяцію. UAC (укр.). Процитовано 22 серпня 2024.